# Utricularia gibba
Utricularia gibba är en tätörtsväxtart som beskrevs av Carl von Linné. Utricularia gibba ingår i släktet bläddror, och familjen tätörtsväxter. IUCN kategoriserar arten globalt som livskraftig. Inga underarter finns listade i Catalogue of Life.

## Bildgalleri

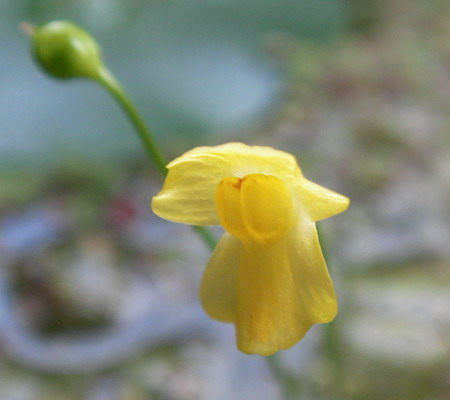
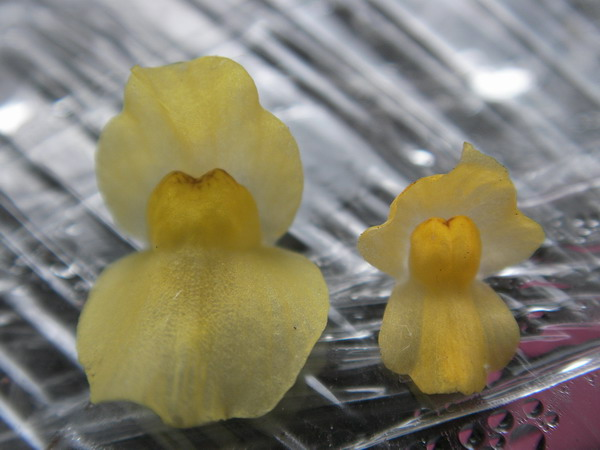
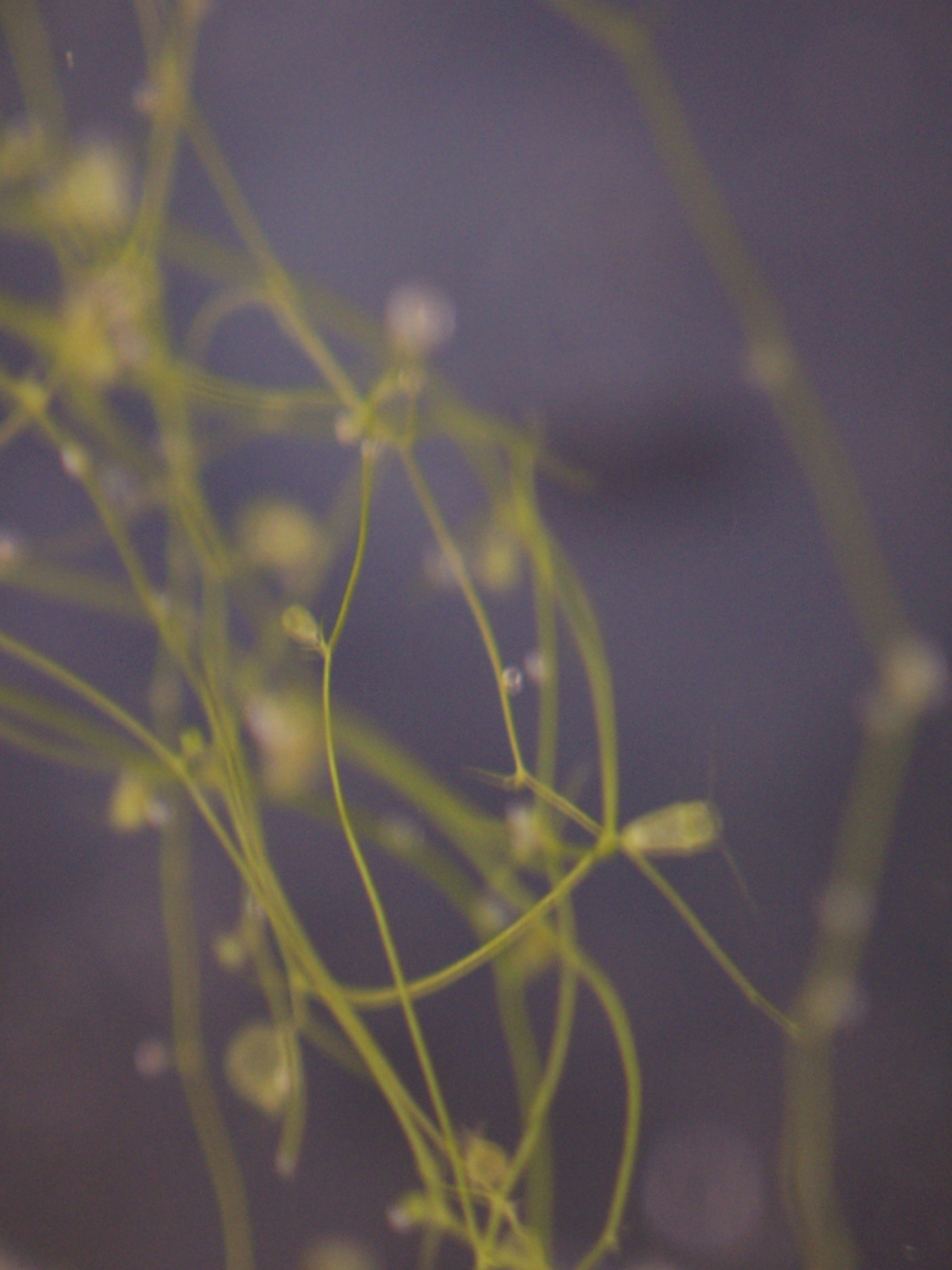
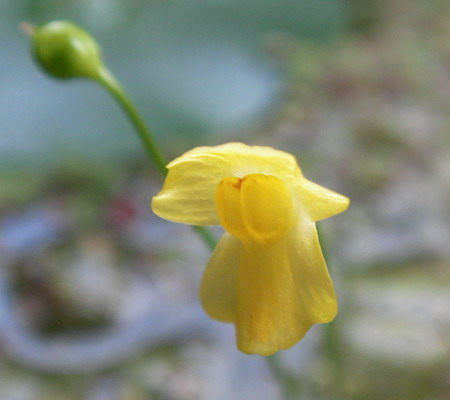